# Bandjoun
Bandjoun är en ort i Kamerun.   Den ligger i regionen Västra regionen, i den västra delen av landet, 210 km nordväst om huvudstaden Yaoundé. Bandjoun ligger 1 529 meter över havet och antalet invånare är 6 872.

## Terräng och klimat
Terrängen runt Bandjoun är platt åt nordväst, men åt sydost är den kuperad. Trakten runt Bandjoun är tätbefolkad, med 591 invånare per kvadratkilometer. Närmaste större samhälle är Bafoussam, 11,3 km norr om Bandjoun. Trakten runt Bandjoun är huvudsakligen savannskog.